# Godelleta
Godelleta é um município da Espanha na província de Valência, Comunidade Valenciana. Tem 37,5 km² de área e em 2021 tinha 3 714 habitantes (densidade: 99 hab./km²).

## Demografia
| Variação demográfica do município entre 1991 e 2004 | Variação demográfica do município entre 1991 e 2004 | Variação demográfica do município entre 1991 e 2004 | Variação demográfica do município entre 1991 e 2004 |
| --------------------------------------------------- | --------------------------------------------------- | --------------------------------------------------- | --------------------------------------------------- |
| 1991                                                | 1996                                                | 2001                                                | 2004                                                |
| 1943                                                | 2095                                                | 2365                                                | 2597                                                |